# Luigi Ercolani
Luigi Ercolani (né le 17 octobre 1758 à Foligno, dans l'actuelle province de Pérouse, en Ombrie, alors dans les États pontificaux et mort le 10 décembre 1825 à Rome) est un cardinal italien du XIXe siècle.

## Biographie
Luigi Ercolani exerce diverses fonctions au sein de la Curie romaine.
Le pape Pie VII le crée cardinal in pectore lors du consistoire du 8 mars 1816. Sa création est publiée le 22 juillet 1816. 
Le cardinal Ercolani est préfet de l'économat de la Sacrée congrégation pour la propagation de la foi (Propaganda Fide).  
Il participe au conclave de 1823, lors duquel Léon XII est élu pape.

### Sources
- Fiche du cardinal Luigi Ercolani sur le site fiu.edu